# Foe
Foe (читається як фо́у, букв. англ. «ворог») — одиниця енергії, рівна 1044 джоулів або 1051 ерг, яка використовується для вимірювання великої кількості енергії, яка виділяється при вибухах наднових а також при гамма-сплесках. Назва одиниці є абревіатурою, яка отримана з англійського словосполучення [ten to the power of] fifty-оne ergs  (10 в 51 степені ерг).
Одиниця була введена астрофізиком Джеральдом Брауном з Університету Стоуні Брук під час його спільної роботи з Гансом Бете, тому що, за словами Брауна, «[необхідність в такій одиниці] з'являлась в спільній роботі достатньо часто».
Одиниця використовується для опису вибухів наднових, які типово виділяють близько одного foe енергії, що спостерігається протягом короткого періоду часу (секунди). Для порівняння, якщо грубо припустити, що Сонце зберігає свою сучасну світність LSol=3,827× 1026 Вт протягом всього свого часу існування (близько 10 млрд років), то воно випромінить за цей час кількість енергії, рівній 3,827× 1026 Вт × 3,1536× 107 с/рік × 1010 років ≈ 1,2 foe. Енергія близько в 1 foe виділилась би при повній анігіляції двох об'єктів з речовини та антиматерії з масою кожного з них, рівній масі Сатурна (5,7× 1026 кг).